# Julienne (Charente)
Julienne ist eine französische Gemeinde mit 540 Einwohnern (Stand: 1. Januar 2022) im Département Charente in der Region Nouvelle-Aquitaine; sie gehört zum Arrondissement Cognac und zum Kanton Jarnac. Die Einwohner werden Juliennois genannt.

## Geographie
Julienne liegt etwa neun Kilometer östlich von Cognac. Nachbargemeinden von Julienne sind Nercillac im Norden und Nordwesten, Chassors im Norden und Nordosten, Jarnac im Osten, Bourg-Charente im Süden sowie Saint-Brice im Süden und Westen.

## Bevölkerungsentwicklung
| Jahr                      | 1962 | 1968 | 1975 | 1982 | 1990 | 1999 | 2006 | 2013 |
| Einwohner                 | 257  | 280  | 307  | 296  | 381  | 395  | 428  | 500  |
| Quelle: Cassini und INSEE |      |      |      |      |      |      |      |      |